# Sorbus rehderiana
Sorbus rehderiana es una especie de planta del género Sorbus, perteneciente a la familia Rosaceae.

## Taxonomía
Sorbus rehderiana fue descrita por Bernhard Adalbert Emil Koehne en 1913.

## Distribución
Se encuentra en el territorio centro-sur de China, Qinghai y el Tíbet.